# Matej Tóth
Matej Tóth (Nitra, 10 febbraio 1983) è un marciatore slovacco.
In carriera si è laureato campione olimpico a Rio de Janeiro 2016 e campione mondiale a Pechino 2015 della marcia 50 km; ha inoltre vinto nella medesima specialità la coppa del mondo di marcia 2010, superando il messicano Horacio Nava e l'australiano Jared Tallent.

## Palmarès
| Anno | Manifestazione  | Sede           | Evento       | Risultato | Prestazione | Note                                     |
| ---- | --------------- | -------------- | ------------ | --------- | ----------- | ---------------------------------------- |
| 2004 | Giochi olimpici | Atene          | Marcia 20 km | 32º       | 1h28'49"    |                                          |
| 2005 | Mondiali        | Helsinki       | Marcia 20 km | 21º       | 1h25'57"    |                                          |
| 2006 | Europei         | Göteborg       | Marcia 20 km | 6º        | 1h21'39"    |                                          |
| 2007 | Mondiali        | Osaka          | Marcia 20 km | 14º       | 1h25'57"    |                                          |
| 2008 | Giochi olimpici | Pechino        | Marcia 20 km | 26º       | 1h23'17"    |                                          |
| 2009 | Mondiali        | Berlino        | Marcia 20 km | 8º        | 1h21'13"    |                                          |
| 2009 | Mondiali        | Berlino        | Marcia 50 km | 9º        | 3h48'35"    |                                          |
| 2010 | Europei         | Barcellona     | Marcia 20 km | 6º        | 1h22'20"    |                                          |
| 2011 | Mondiali        | Taegu          | Marcia 20 km | 9º        | 1h22'55"    |                                          |
| 2011 | Mondiali        | Taegu          | Marcia 50 km | dnf       | dnf         |                                          |
| 2012 | Giochi olimpici | Londra         | Marcia 50 km | 5º        | 3h41'24"    |                                          |
| 2013 | Mondiali        | Mosca          | Marcia 50 km | 5º        | 3h41'07"    | Miglior prestazione personale stagionale |
| 2014 | Europei         | Zurigo         | Marcia 50 km | Argento   | 3h36'21"    | Record nazionale                         |
| 2015 | Mondiali        | Pechino        | Marcia 50 km | Oro       | 3h40'32"    |                                          |
| 2016 | Giochi olimpici | Rio de Janeiro | Marcia 50 km | Oro       | 3h40'58"    |                                          |
| 2018 | Europei         | Berlino        | Marcia 50 km | Argento   | 3h47'27"    |                                          |
| 2019 | Mondiali        | Doha           | Marcia 50 km | dnf       | dnf         |                                          |
| 2021 | Giochi olimpici | Tokyo          | Marcia 50 km | 14º       | 3h56'23"    | Miglior prestazione personale stagionale |

## Altre competizioni internazionali
2010
- Oro in Coppa del mondo di marcia ( Chihuahua), marcia 50 km - 3h53'30"